# Lijst van vlaggen van Nicaraguaanse deelgebieden
Dit artikel bevat een lijst van vlaggen van Nicaraguaanse deelgebieden. Nicaragua bestaat uit vijftien departementen en kent daarnaast twee autonome regio's.

## Vlaggen van autonome regio's
| Kaart | Afhankelijk gebied                       | Vlag | Artikel over de vlag                              | Ratio | Ingebruikname |
| ----- | ---------------------------------------- | ---- | ------------------------------------------------- | ----- | ------------- |
|       | Región Autónoma de la Costa Caribe Norte |      | Vlag van Región Autónoma de la Costa Caribe Norte | 2:3   |               |
|       | Región Autónoma de la Costa Caribe Sur   |      | Vlag van Región Autónoma de la Costa Caribe Sur   | 2:3   |               |

## Vlaggen van departementen

Boaco
Carazo
Chinandega
Chontales
Estelí
Granada
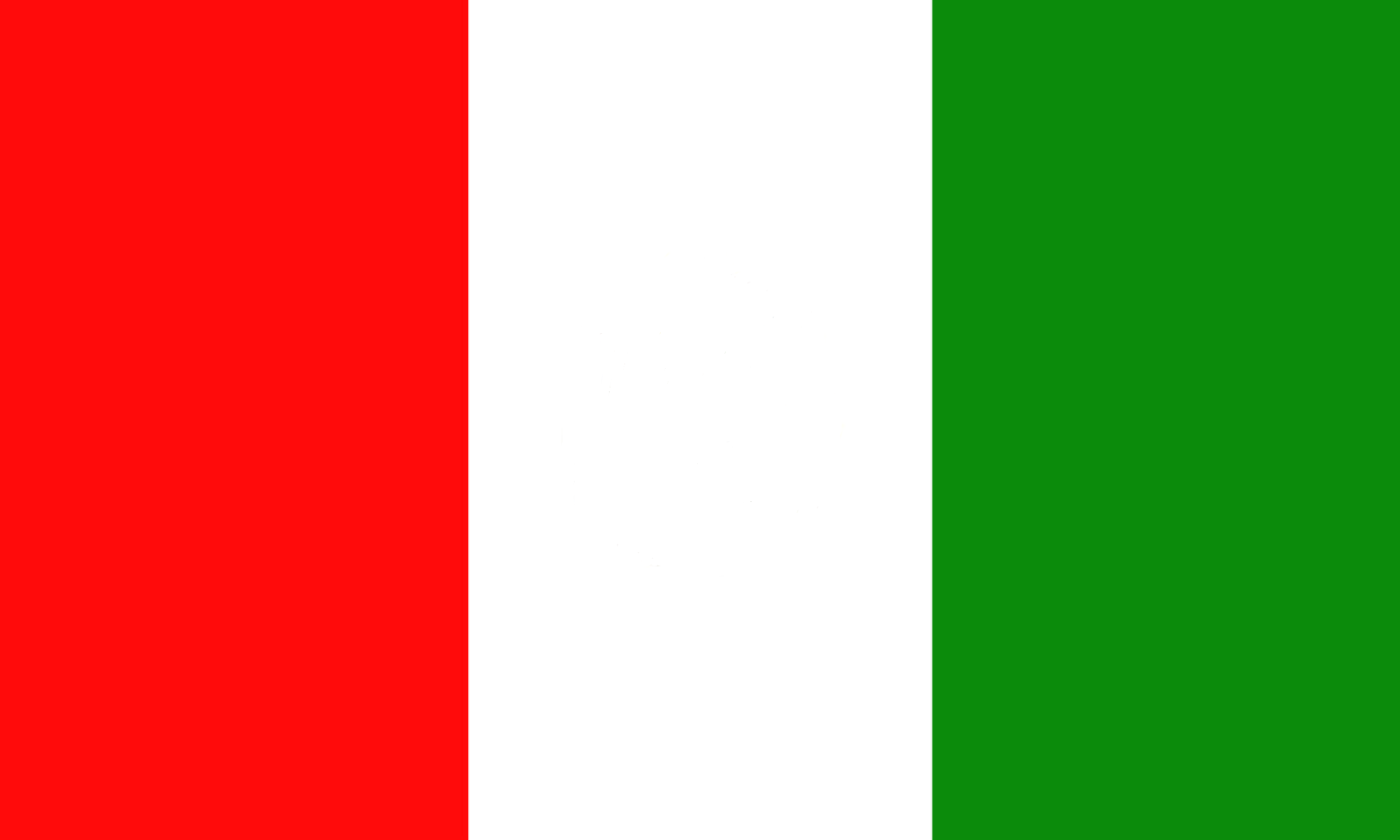
Jinotega
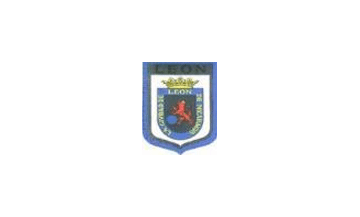
León
Madriz
Managua
Masaya
Matagalpa
Nueva Segovia
Rivas
Río San Juan